# Planctoteuthis
Planctoteuthis is een geslacht van inktvissen uit de  familie van de Chiroteuthidae.

## Soorten
- Planctoteuthis danae (Joubin, 1931)
- Planctoteuthis exopthalmica (Chun, 1908)
- Planctoteuthis levimana (Lönnberg, 1896)
- Planctoteuthis lippula (Chun, 1908)
- Planctoteuthis oligobessa (Young, 1972)